# Moreai Despotátus

A Moreai Despotátus elhelyezkedése

A Moreai Despotátus (görög Δεσποτᾶτον τοῦ Μορέως) vagy Müsztraszi Despotátus (görög Δεσποτᾶτον τοῦ Μυστρᾶ) a Bizánci Birodalom tartománya volt 1349 és 1460 között. Területe történelme során folyamatosan változott, de többnyire a Peloponnészosz (korabeli nevén Morea) csaknem egészére kiterjedt. A moreai despoták többnyire az éppen uralkodó bizánci császár fia vagy fiai voltak, akik az erődített Müsztraszból irányították a despotátus életét. Fővárosuk a Palaiologosz-féle reneszánsz kultúra fellegvára lett.

## Moreai despoták
Az alábbi lista a Bizánci Birodalom fennállásának utolsó időszakában, 1349-től 1460-ig fennállt Moreai Despotátus uralkodóit tartalmazza.
| Uralkodóház     | Uralkodó                                        | Uralkodott                                | Megjegyzés                                                         |
| --------------- | ----------------------------------------------- | ----------------------------------------- | ------------------------------------------------------------------ |
| Kantakuzénoszok | I. Mánuel (Manuél, *1326?)                      | despota: 1349, †1380. április 10.         | VI. Jóannész bizánci császár fia.                                  |
| Kantakuzénoszok | I. Mátyás (Matthaiosz, *1325?)                  | despota: 1380, †1383                      | Mánuel testvére.                                                   |
| Kantakuzénoszok | I. Demeter (Démétriosz, *1343)                  | despota: 1383, †1383 vége                 | Mátyás fia.                                                        |
| Palailogoszok   | I. Teodór (Theodórosz, *1355 k.)                | despota: 1383, †1407. június 24.          | V. Jóannész bizánci császár fia, I. Demeter unokatestvére.         |
| Palailogoszok   | II. Teodór (Theodórosz, *1396)                  | despota: 1407–1443, †1448. június 21.     | II. Manuél bizánci császár fia, I. Teodór unokaöccse.              |
| Palailogoszok   | Konstantin (Kónsztantinosz, *1405. február 8.)  | társ-despota: 1428–1449, †1453. május 29. | II. Teodór testvére. A későbbi XI. Kónsztantinosz bizánci császár. |
| Palailogoszok   | Tamás (Thómász, *1409)                          | társ-despota: 1428–1460, †1465. május 12. | Konstantin testvére.                                               |
| Palailogoszok   | II. Demeter (Démétriosz, *1407. szeptember 24.) | társ-despota: 1428–1460, †1470. május 12. | Tamás testvére.                                                    |
| Palailogoszok   | András (Andronikosz, *1453)                     | névleges despota: 1465, †1502. január 17. | Tamás fia.                                                         |

## Fordítás
- Ez a szócikk részben vagy egészben  a   Despotate of the Morea című angol Wikipédia-szócikk fordításán alapul.  Az eredeti cikk szerkesztőit annak laptörténete sorolja fel. Ez a jelzés csupán a megfogalmazás eredetét és a szerzői jogokat jelzi, nem szolgál a cikkben szereplő információk forrásmegjelöléseként.

## Lásd még
- Bizánci császárok listája